# Felix Schreiner
Felix Schreiner (nascido em 29 de janeiro de 1986) é um político alemão. Nasceu em Waldshut, Baden-Württemberg, e representa a CDU. Felix Schreiner é membro do Bundestag pelo estado de Baden-Württemberg desde 2017.

## Vida
Ele tornou-se membro do bundestag após as eleições federais alemãs de 2017. É membro do Comité de Transporte e Infraestrutura Digital.